# 侯中英
侯中英（1900年9月16日—1932年），原名侯国栋，出生于湖北省阳新县（今大冶县）。侯中英11岁进入私塾读书，14岁到煤矿成为一名矿工。1922年，侯中英加入煤矿工人俱乐部，1926年加入国民革命军，同年8月离队回乡参加农民运动，12月成为中共党员，1927年参与了南昌起义。1928年侯中英回到家乡，潜入小箕铺民团，后带领民团起义。1928年7月，由侯中英领导的阳大手枪游击大队和其他地方武装共同组成了中国工农红军第十二军，侯中英担任政委。侯中英随后领导了大冶兵暴等战斗，并配合红五军第五纵队作战，其部队被编入红五军第五纵队。1930年3月，第五纵队扩编为第八军，侯中英任红八军第三纵队代理纵队长。红三军团成立后，纵队改称为师，侯中英被任命为第五军第三师第八团团长。
1931年，因红五军第一师师长李实行身负重伤，侯中英被任命为第一师师长，参加了方石岭战斗。1932年，中革军委发动赣州战役，红三军团为主作战军。赣州守军趁夜挖地道偷袭红军，侯中英在突围中被捕。最后被关押在南京，因试图发动囚犯暴动被处死。
侯中英在中华人民共和国成立后被追认为革命烈士。

## 评价
- 第一师政委黄克诚：“中英同志个性很强，但很能接受同志的正确批评；军事政治的理论基础虽薄弱，但很努力学习，平日工作积极，战时很勇敢” （刊于1932年3月《红星报》第二期第二版）[1]